# Amyotrophie monomélique
 (mai 2023).
 Mise en garde médicale
L'amyotrophie monomélique (AM) ou maladie d'Hirayama est une maladie rare du motoneurone décrite pour la première fois en 1959 au Japon. Ses symptômes apparaissent généralement environ deux ans après la poussée de croissance de l'adolescence et sont significativement plus fréquents chez les hommes, avec un âge moyen d'apparition entre 15 et 25 ans. L'AM est signalé le plus souvent en Asie, mais a une distribution mondiale. Elle est typiquement marquée par l'apparition d'une amyotrophie d'un membre supérieur, qui se stabilise après deux à cinq ans, sans amélioration ni aggravation. Il n'y a pas de douleur ou de déficit sensoriel associée à l'AM. Le MMA n'est pas censé être héréditaire,,,.
Le nom de la maladie et ses causes possibles ont évolué depuis sa description en 1959. La cause la plus probable est une compression asymétrique de la colonne cervicale par le sac dural cervical, en particulier pendant la flexion du cou. Cependant, la maladie est peu fréquente et le diagnostic est confus avec plusieurs présentations atypiques,,.

## Symptômes
Les signes et les symptômes d'une personne atteinte d'amyotrophie monomélique sont les suivants (liste non exhausitive) :
- Faiblesse musculaire
- Fasciculations
- Tremblement
- Mains froides
- Crampes musculaires
- Atrophie de la main et de l'avant-bras
- Perte musculaire
- Douleurs aiguës (de la nuque jusqu'à la main)

Au début, la plupart des gens remarquent une faiblesse dans une main ; ils peuvent ressentir une contracture du majeur et de l'annulaire et remarquer un amincissement de la paume sous les doigts atteints. La progression de la maladie varie et la faiblesse du bras peut aller de minime à importante. Les fasciculations sont rares (> 20 %) ; une faiblesse accrue par le froid est fréquemment rapportée (parésie froide)[réf. nécessaire].

## Étiologie
La maladie est due à une altération du fonctionnement des cellules de la corne antérieure de la moelle cervicale, mais la cause du dysfonctionnement n'est pas entièrement comprise et est toujours considérée comme inconnue. Des chercheurs, dont Hirayama, pensent que "le déplacement vers l'avant du sac dural cervical et la compression de la moelle cervicale pendant la flexion du cou" est le facteur contributif. Les études notent systématiquement une perte de la courbure normale du cou (la lordose cervicale) et une compression de la moelle cervicale par le sac dural en flexion,.
Un lien familial a été trouvé dans un pourcentage minime de cas, y compris parent-enfant et frère-sœur. En raison de la distribution inhabituelle de la maladie, certains chercheurs pensent qu'il pourrait y avoir un lien ethnique,,.

## Diagnostic
La maladie se présente presque exclusivement chez les adultes de 15 à 25 ans avec faiblesse de la main et du bras. L'interrogatoire et  l'examen neurologique précisent le diagnostic possible ; cet examen comprend généralement des tests de force et de réflexe. La parésie froide (faiblesse accrue par temps froid) est rapportée par la plupart des patients (> 80%). Les fasciculations sont rapportées comme peu fréquentes (< 20 %) à fréquentes ; des tremblements amples sont plus systématiquement cités. Les hommes sont beaucoup plus susceptibles d'être diagnostiqués avec la maladie. ,
La maladie est rare et plusieurs cas cités s'écartent de la norme attendue, rendant le diagnostic plus difficile. Critères diagnostiques proposés :
1. Faiblesse musculaire distale prédominante et atrophie de l'avant-bras et de la main, généralement du coté droit, indépendamment de la dominance manuelle.
2. Atteinte unilatérale du membre supérieur
3. Début entre 10 ans et le début de la vingtaine
4. Début insidieux avec progression progressive pendant les premières années, puis stabilisation
5. Aucune atteinte des membres inférieurs
6. Pas de trouble sensoriel ou d'anomalies des réflexes tendineux
7. Exclusion d'autres maladies (p. ex., maladie du motoneurone, neuropathie motrice multifocale, plexopathie brachiale, tumeurs de la moelle épinière, syringomyélie, anomalies vertébrales cervicales ou neuropathie ulnaire profonde)[5]

Un examen neurologique peut suggérer différentes maladies du motoneurone (telles que l'AM) mais des examens complémentaires sont nécessaires notamment l'l'imagerie par résonance magnétique (IRM), l'électromyographie (EMG) et les tests de vitesse de conduction nerveuse (NCV). Une IRM cervicale révèle généralement une constriction de la moelle cervicale et une perte de la lordose cervicale ; la pression de la dure-mère sur la moelle épinière fait apparaître un aplatissement/rétrécissement. L'EMG révèle une dénervation du membre affecté sans bloc de conduction (un blocage nerveux limité à un petit segment du nerf).[réf. nécessaire]
Dans les premiers stades de la maladie, l'AM peut être confondue avec la sclérose latérale amyotrophique (SLA), l'amyotrophie spondylotique cervicale (ASC) et d'autres maladies neurologiques difficiles, ainsi que des affections mineures mais qui nécessitent des traitements très différents, comme le canal carpien (CC). Les symptômes diffèrent quelque peu,. La douleur et les picotements dans la main sont généralement présents dans le CC et absents dans l'AM. Aux stades précoces, SLA, ASC et AM peuvent avoir une présentation similaire. L'AM est plus fréquente chez les jeunes tandis que la SLA et le CSA sont plus fréquents dans les populations plus âgées. Les symptômes de la main sont généralement à la fois proximaux et distaux dans la SLA et principalement distaux dans l'AM. Les fasciculations sont souvent présentes dans les membres supérieurs dans la SLA mais rarement dans l'AM. L'AM est généralement éliminée si le handicap s'exprime dans plus d'un membre ou dans les membres inférieurs.

## Traitement
À l'heure actuelle, il n'existe aucun remède contre l'AM. L'impact sur l'individu affecté varie de minime à important selon l'étendue de la faiblesse. La kinésithérapie et l'ergothérapie comprennent du renforcement musculaire et un entraînement à la coordination des mains. L'utilisation précoce d'un collier cervical est de plus en plus encouragée comme thérapeutique pour arrêter une compression supplémentaire de la moelle épinière cervicale. La chirurgie de la colonne vertébrale chez des patients présentant des symptômes plus avancés a rencontré un certain succès, mais elle est toujours considérée comme expérimentale,.

## Pronostic
Les symptômes de la MMA progressent généralement lentement pendant deux à cinq ans, puis restent stables pendant de nombreuses années. La faiblesse peut progresser vers le membre opposé, bien que la question de savoir si cette progression est typique ou rare fait l'objet de discussions. Des cas d'amélioration et de détérioration de patients ont tous deux été décrits, mais sont atypiques. Les outils de diagnostic se sont améliorés depuis la première description et quelques thérapies semblent efficaces. Mais parfois plusieurs années d'observation sont nécessaires avant qu'un diagnostic définitif puisse être posé.[réf. nécessaire]
Il existe également une variante lentement progressive du MMA connue sous le nom de syndrome d'O'Sullivan-McLeod, qui n'affecte que les petits muscles de la main et de l'avant-bras et a une évolution lente.

## Épidémiologie
L'AM est le plus souvent décrit en Asie, avec des études portant sur quelques centaines d'individus provenant du Japon, de Chine et d'Inde ; il est beaucoup moins fréquent en Amérique du Nord et en Europe. La maladie a été décrite pour la première fois par Keizo Hirayama en 1959 comme "l'atrophie musculaire juvénile du membre supérieur unilatéral". En 1984, Mandavilli Gourie-Devi (et al.) introduit le terme d'"amyotrophie monomélique". La maladie affecte principalement (mais pas exclusivement) les hommes (89,2%) jeunes (15 à 25 ans) le plus souvent longilignes et sportifs. En 2014, il y avait eu moins de 1500 cas décrits, à commencer par les patients de l'étude de Hirayama en 1959. La maladie est plus fréquente en Asie, mais aucune raison concluante n'a été trouvée pour expliquer cela. À ce jour, les plus grandes études recensées sont au Japon (333 cas), en Inde (279 cas), et en Chine (179 cas). Il n'y a que 3 cas en France.

## Étymologie
Parce que cette condition a été trouvée presque exclusivement chez de jeunes adultes en bonne santé et se stabilise après quelques années, une période de 23 ans s'est écoulée entre le moment où Hirayama a décrit la maladie pour la première fois et le premier décès (du cancer) et l'autopsie. Au cours des décennies écoulées depuis le premier rapport, la majorité des chercheurs décrivent la maladie comme une atteinte biomécanique liée à la poussée de croissance de l'adolescent. Cependant, ce n'est pas encore une conclusion consensuelle et il existe des formes atypiques qui suggèrent une compréhension incomplète de la maladie.

## Remarques
1. ↑  The male to female ratio most commonly given is 10:1, but varies markedly in studies, from 5:2 (Bademkiran et al 2015) to 20:1 (Jin et al 2014)